# Октябр (Єльниківський район)
Октя́бр (рос. Октябрь, ерз. Октябрь) — присілок у складі Єльниківського району Мордовії, Росія. Входить до складу Новоямського сільського поселення.
Населення — 5 осіб (2010; 13 у 2002).
Національний склад (станом на 2002 рік):
- мордва — 100 %